# Cournonterral
Cournonterral [kuʁ.nɔ̃.te.ʁal] (en occitan Cornonterralh [kuʁ.non.te.'ral] ) est une commune française située dans le nord-est du département de l'Hérault, en région Occitanie. Cournonterral est membre de Montpellier Méditerranée Métropole.
Exposée à un climat méditerranéen, elle est drainée par le ruisseau du Coulazou, le ruisseau de la Billière et par divers autres petits cours d'eau. La commune possède un patrimoine naturel remarquable : deux sites Natura 2000 (la « montagne de la Moure et Causse d'Aumelas » et la « plaine de Fabrègues-Poussan ») et cinq zones naturelles d'intérêt écologique, faunistique et floristique.
Cournonterral est une commune urbaine qui compte 7 019 habitants en 2022, après avoir connu une forte hausse de la population depuis 1962. Elle est ville-centre de l'agglomération de Cournonterral et fait partie de l'aire d'attraction de Montpellier. Ses habitants sont appelés les Cournonterralais ou  Cournonterralaises.
Cournonterral se distingue notamment par sa fête des Pailhasses, célébrée chaque mercredi des Cendres.

## Toponymie
Le nom occitan de Cornonterralh est formé de « Cornon »  (prononcer Cournon) - le mot corn, en ancien occitan, mot dérivant du bas-latin cornu, c'est littéralement la corne ou la pointe, mais aussi la colline - qu'on retrouve aussi dans le nom d'un lieu voisin, Cournonsec, et du suffixe « terralh ». Le mot occitan terralh signifie terre-plein ou encore, en ancien français, le mot terral peut signifier retranchement en terre, terrassement ou rempart mais aussi, suivant le contexte, peut désigner la boue.
Pour Hamlin, l'origine de Cournon reste obscure. Le suffixe -terral serait à rattacher au vent de la terre terral.

## Géographie

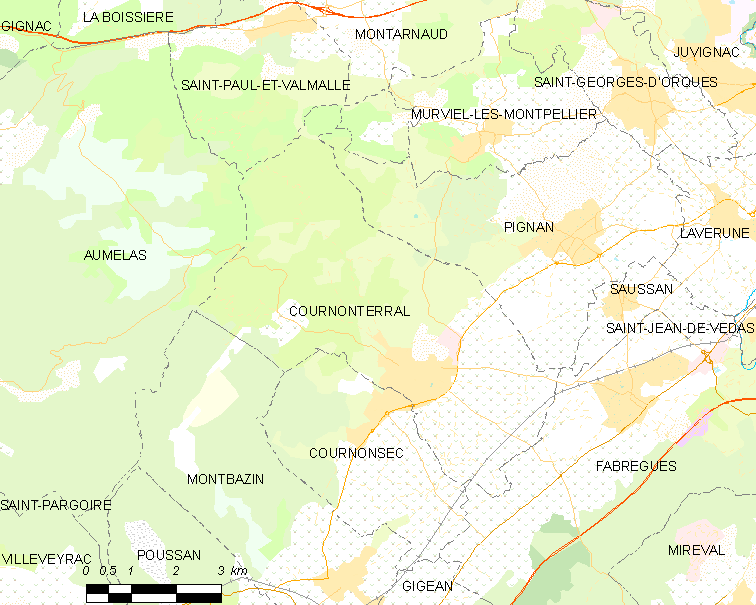
Carte

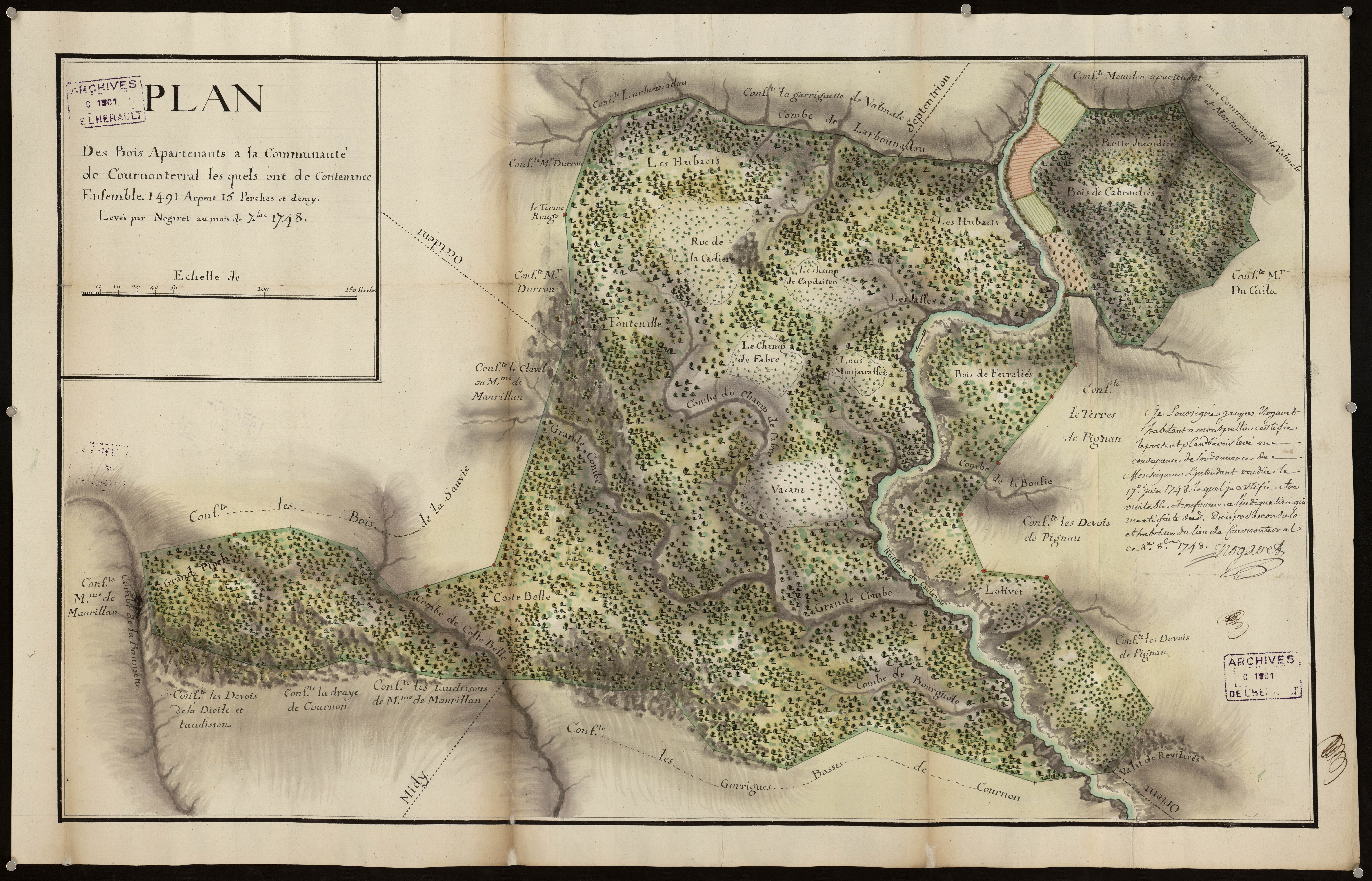
Plan du bois (1748)

Situé à environ 15 km de Montpellier, à 22 km de Sète et à 12 km de la plage des Aresquiers à Vic-la-Gardiole, entre vignes et garrigues, Cournonterral est construit au bord du Coulazou, une rivière au cours irrégulier qui prend sa source à la Boissière et se jette dans la Mosson. Le village fait partie du canton de Pignan avec Cournonsec, Fabrègues, Murviel-lès-Montpellier, Pignan, Saint-Georges-d'Orques, Saussan et Villeneuve-lès-Maguelone.

### Communes limitrophes
| Aumelas (10.93 / 17,11 km) Saint-Paul-et-Valmalle (8.36 / 15,90 km) Vendémian (12.93 / 22,98 km) | Vailhauquès (12.64 / 18,97 km)              | Murviel-lès-Montpellier (5.34 / 7,29 km) Pignan (4.43 / 5,34 km) Saussan (4.77 / 6,76 km) |
| Plaissan (15.66 / 21,65 km)                                                                      | Cournonterral                               | Maurin (Lattes) (12.66 / 16,24 km)                                                        |
| Cournonsec (1.87 / 2,12 km) Gigean (6.38 / 8,67 km)                                              | Port de commerce de Sète (17.12 / 21,96 km) | Fabrègues (4.80 / 5,19 km)                                                                |

### Climat
Pour des articles plus généraux, voir Climat de l'Occitanie et Climat de l'Hérault.
En 2010, le climat de la commune est de type climat méditerranéen franc, selon une étude s'appuyant sur une série de données couvrant la période 1971-2000. En 2020, Météo-France publie une typologie des climats de la France métropolitaine dans laquelle la commune est exposée à un climat méditerranéen et est dans la région climatique  Provence, Languedoc-Roussillon, caractérisée par une pluviométrie faible en été, un très bon ensoleillement (2 600 h/an), un été chaud (21,5 °C), un air très sec en été, sec en toutes saisons, des vents forts (fréquence de 40 à 50 % de vents > 5 m/s) et peu de brouillards.
Pour la période 1971-2000, la température annuelle moyenne est de 14,6 °C, avec une amplitude thermique annuelle de 16 °C. Le cumul annuel moyen de précipitations est de 680 mm, avec 6 jours de précipitations en janvier et 2,5 jours en juillet. Pour la période 1991-2020, la température moyenne annuelle observée sur la station météorologique la plus proche, située sur la commune de Villeneuve-lès-Maguelone à 11,8 km à vol d'oiseau, est de 15,4 °C et le cumul annuel moyen de précipitations est de 591,6 mm,. Pour l'avenir, les paramètres climatiques de la commune estimés pour 2050 selon différents scénarios d'émission de gaz à effet de serre sont consultables sur un site dédié publié par Météo-France en novembre 2022.

### Milieux naturels et biodiversité

#### Réseau Natura 2000

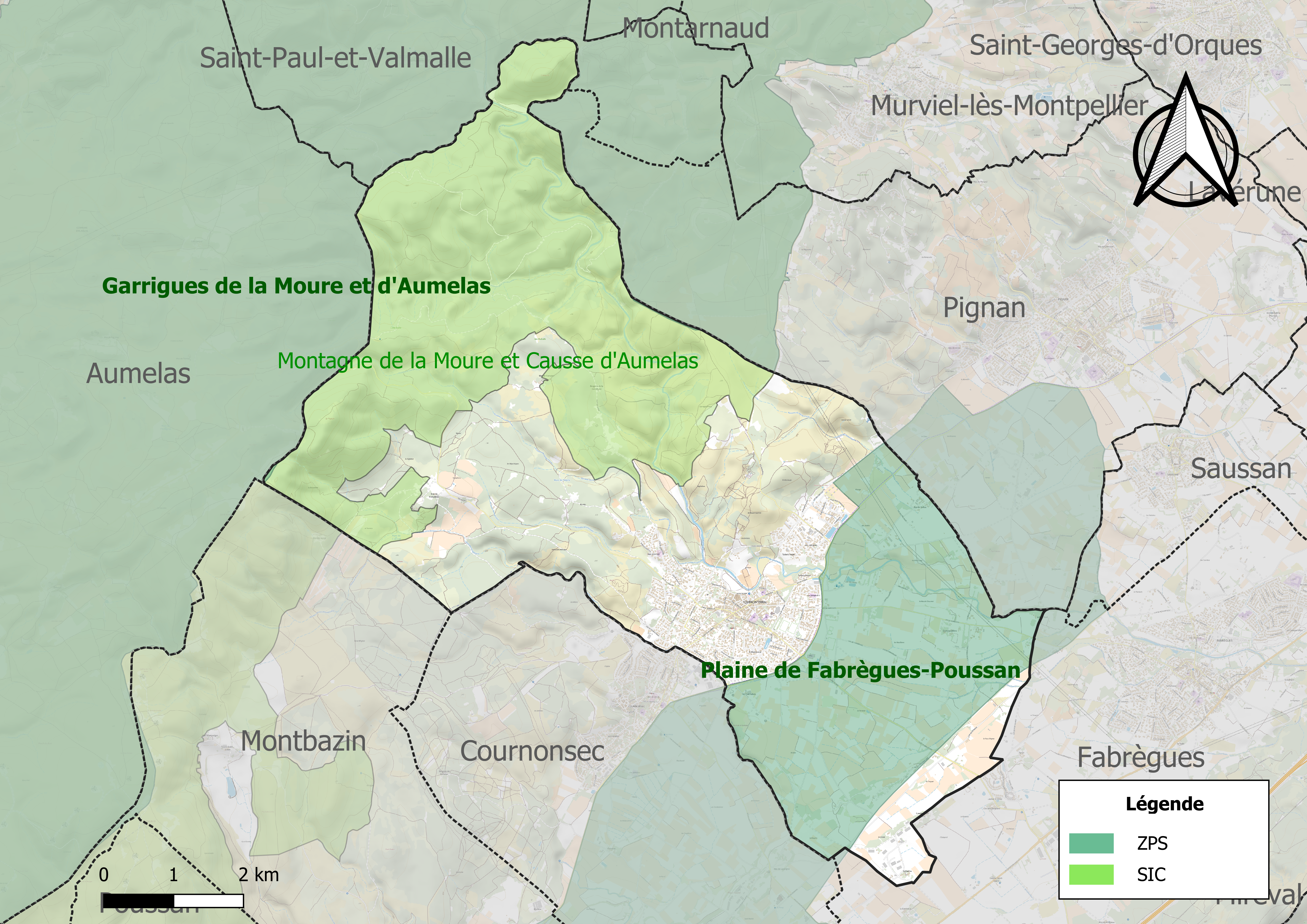
Site Natura 2000 sur le territoire communal.

Le réseau Natura 2000 est un réseau écologique européen de sites naturels d'intérêt écologique élaboré à partir des directives habitats et oiseaux, constitué de zones spéciales de conservation (ZSC) et de zones de protection spéciale (ZPS).
Un site Natura 2000 a été défini sur la commune au titre de la directive habitats :
- la « montagne de la Moure et Causse d'Aumelas », d'une superficie de 10 694 ha, présentant sur 20 % de son territoire un couvert de pelouses méditerranéennes à brachypode rameux (Brachypodium ramosum) bien entretenues grâce à une pratique pastorale encore très fréquente. Des landes, broussailles, recrus, maquis et garrigues et phrygana couvrent 45 %, et des forêts sempervirentes non-résineuses (chênaie verte et blanche avec de grands houx arborescents) pour 25 %. Sept espèces de chauve-souris, dont 3 d'intérêt communautaire, présentes sur le site[14]

et un au titre de la directive oiseaux : 
- la « plaine de Fabrègues-Poussan », d'une superficie de 3 288 ha, favorable à de nombreuses espèces d'oiseaux à forte valeur patrimoniale. Elle accueille notamment l'une des dernières populations languedociennes de la Pie-grièche à poitrine rose qui a fortement régressé en France, le Rollier d'Europe dont la répartition en France est quasiment limitée aux régions Provence-Alpes-Côte-d'Azur et Languedoc-Roussillon et l'Outarde canepetière qui en France est cantonnée aux grandes plaines céréalières du Centre-Ouest et aux plaines méditerranéennes dans le Languedoc et en Provence[15].

#### Zones naturelles d'intérêt écologique, faunistique et floristique
L’inventaire des zones naturelles d'intérêt écologique, faunistique et floristique (ZNIEFF) a pour objectif de réaliser une couverture des zones les plus intéressantes sur le plan écologique, essentiellement dans la perspective d’améliorer la connaissance du patrimoine naturel national et de fournir aux différents décideurs un outil d’aide à la prise en compte de l’environnement dans l’aménagement du territoire.
Trois ZNIEFF de type 1 sont recensées sur la commune :
- le « causse d'Aumelas oriental » (1 596 ha), couvrant 3 communes du département[17] ;
- les « gorges du Coulazou » (239 ha), couvrant 2 communes du département[18],
- la « plaine du Mas de Paillas » (204 ha), couvrant 2 communes du département[19] ;

et deux ZNIEFF de type 2, : 
- le « causse d'Aumelas et montagne de la Moure » (16 237 ha), couvrant 16 communes du département[20] ;
- la « plaine de Fabrègues à Poussan » (3 330 ha), couvrant 8 communes du département[21].

Carte des ZNIEFF de type 1 et 2 à Cournonterral.
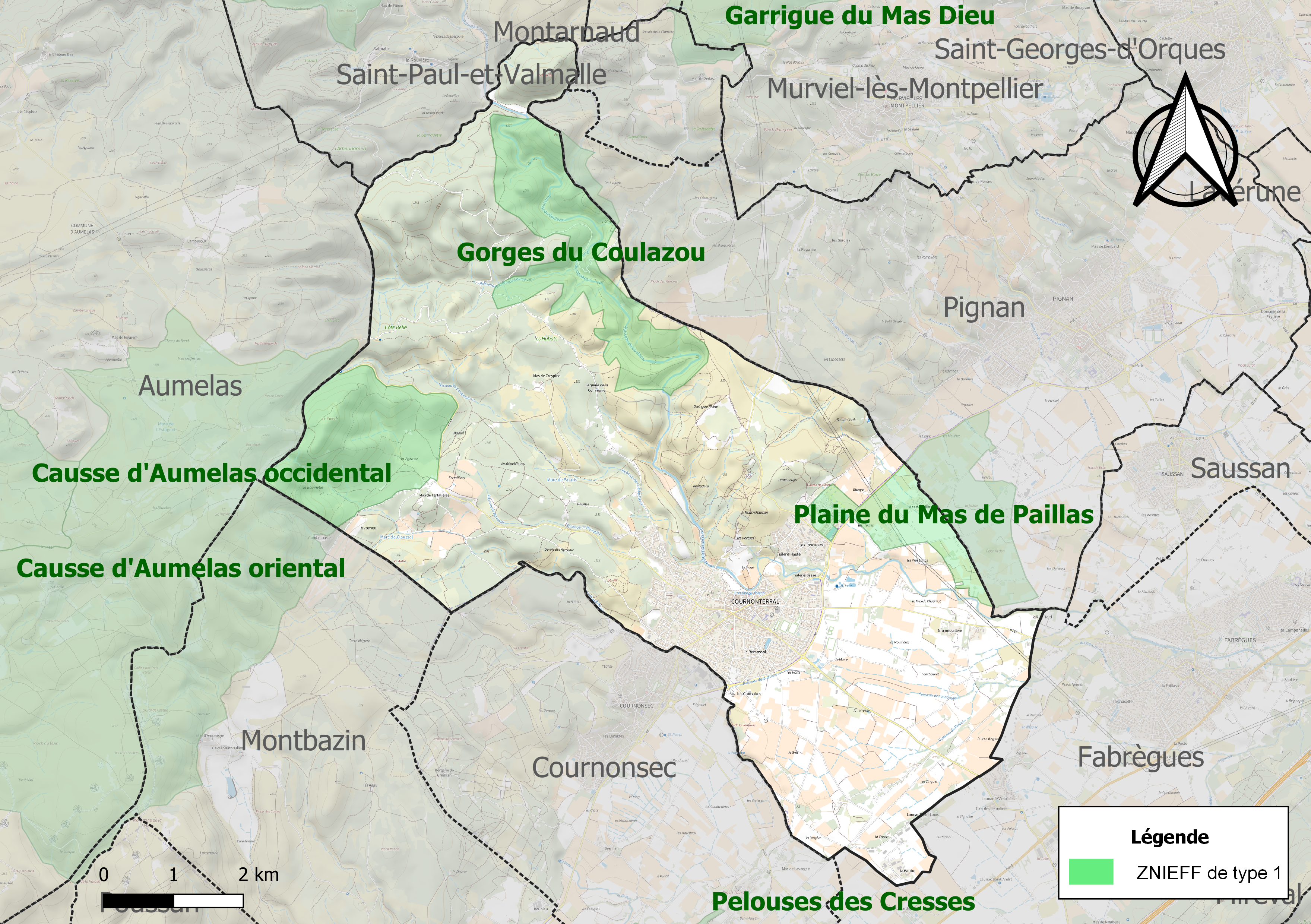
Carte des ZNIEFF de type 1 sur la commune.
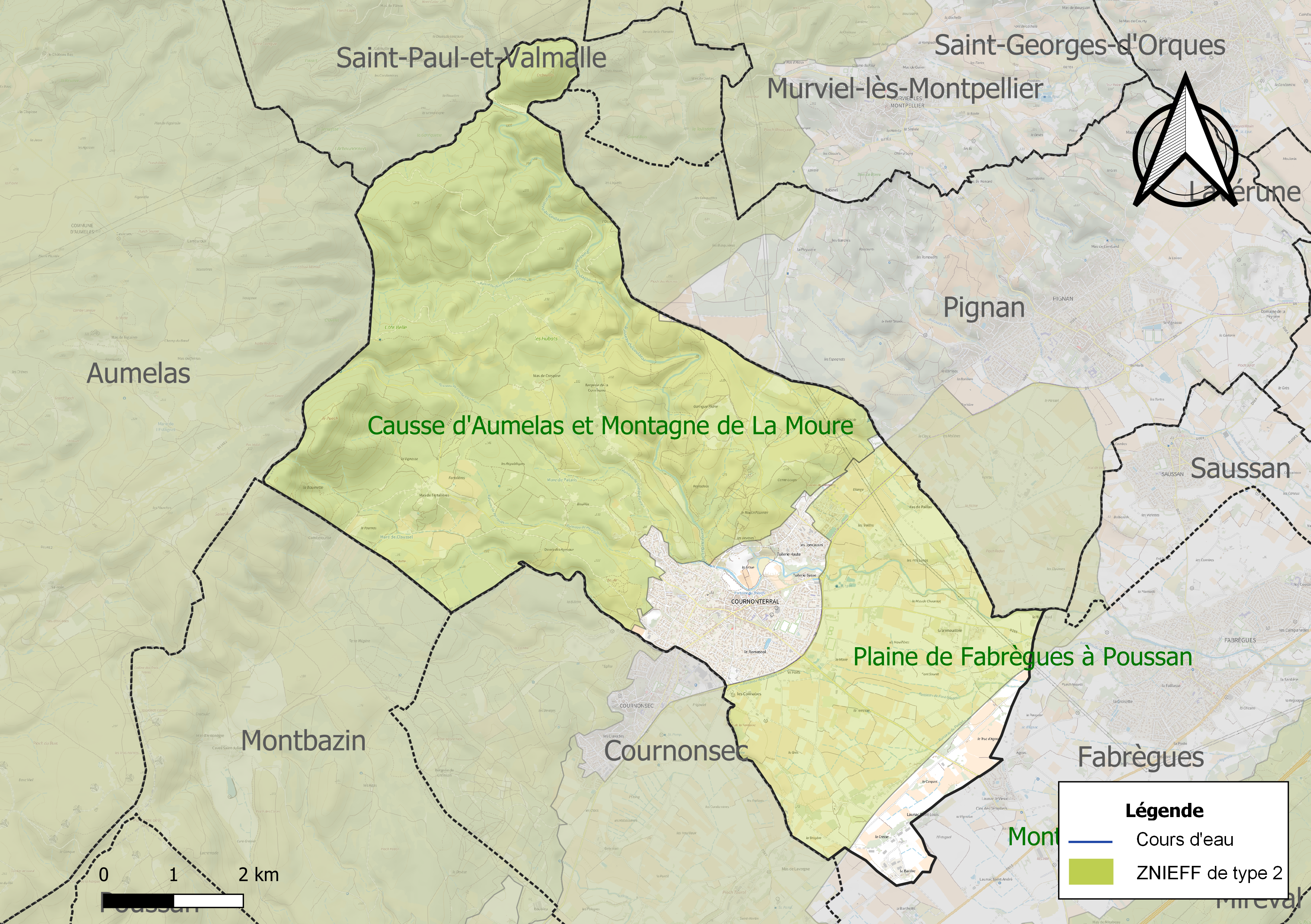
Carte des ZNIEFF de type 2 sur la commune.

## Urbanisme

### Typologie
Au 1er janvier 2024, Cournonterral est catégorisée petite ville, selon la nouvelle grille communale de densité à sept niveaux définie par l'Insee en 2022.
Elle appartient à l'unité urbaine de Cournonterral, une agglomération intra-départementale regroupant deux  communes, dont elle est ville-centre,,. Par ailleurs la commune fait partie de l'aire d'attraction de Montpellier, dont elle est une commune de la couronne,. Cette aire, qui regroupe 161 communes, est catégorisée dans les aires de 700 000 habitants ou plus (hors Paris),.

### Occupation des sols
L'occupation des sols de la commune, telle qu'elle ressort de la base de données européenne d’occupation biophysique des sols Corine Land Cover (CLC), est marquée par l'importance des forêts et milieux semi-naturels (61,4 % en 2018), en diminution par rapport à 1990 (63,9 %). La répartition détaillée en 2018 est la suivante : 
forêts (39,9 %), cultures permanentes (23,5 %), milieux à végétation arbustive et/ou herbacée (21,4 %), zones agricoles hétérogènes (7,4 %), zones urbanisées (6,2 %), zones industrielles ou commerciales et réseaux de communication (1,6 %). L'évolution de l’occupation des sols de la commune et de ses infrastructures peut être observée sur les différentes représentations cartographiques du territoire : la carte de Cassini (XVIIIe siècle), la carte d'état-major (1820-1866) et les cartes ou photos aériennes de l'IGN pour la période actuelle (1950 à aujourd'hui).

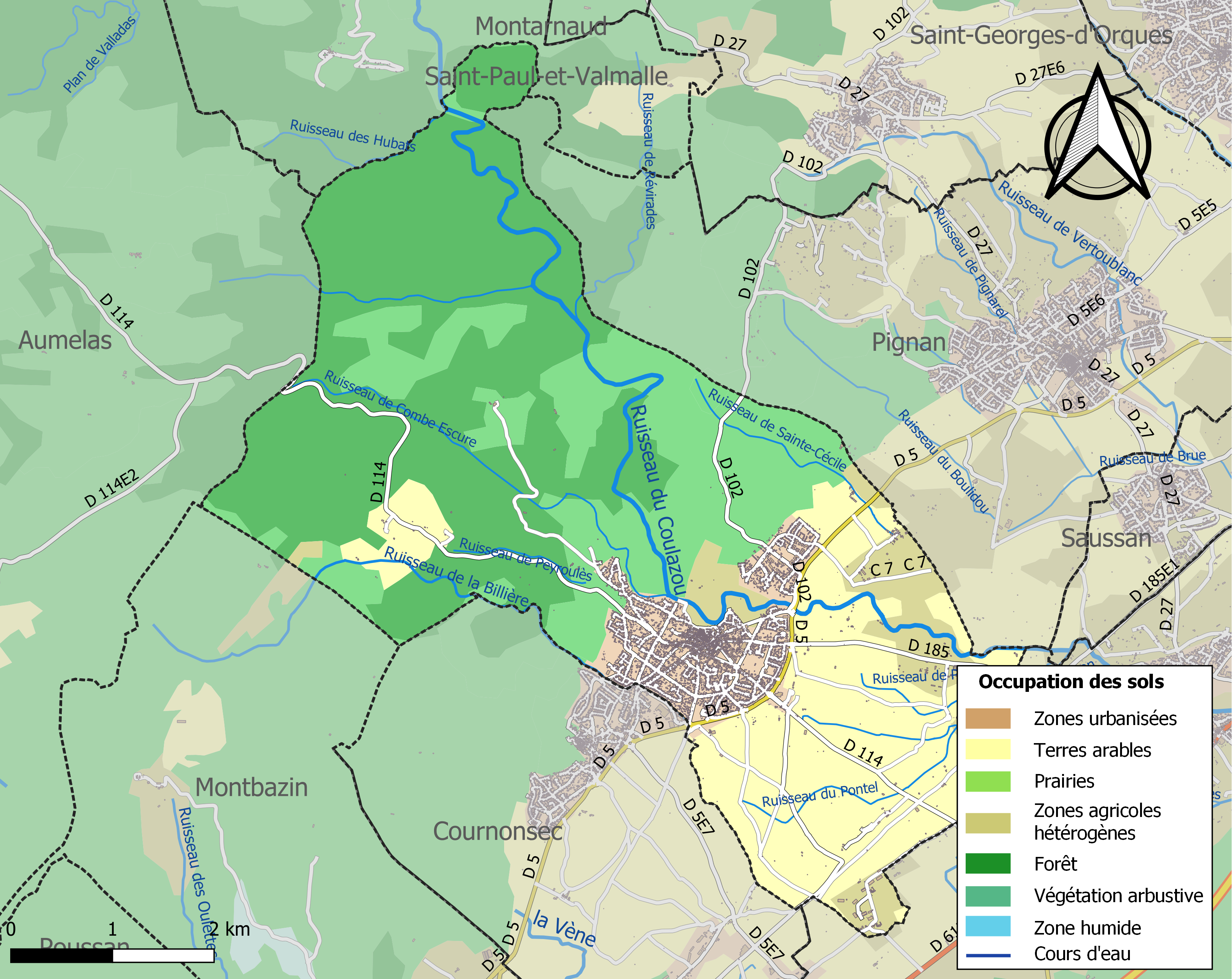
Carte des infrastructures et de l'occupation des sols de la commune en 2018 (CLC).

### Logement
En 2010, 2 510 logements étaient présents sur la commune de Cournonterral. Parmi ces logements, 91 % étaient des résidences principales, 2,9 % étaient des résidences secondaires et 6,1 % étaient des logements vacants. Cependant, la commune manque de logements sociaux : en 2011, la commune compte 4,64 % de logements sociaux contre les 25 % requis par la loi Duflot.

### Projets d'aménagements
La municipalité prévoit[Quand ?] la création d'un nouveau complexe sportif à proximité de la piscine intercommunale et de construire 220 logements sur l'actuel complexe. La création d'un nouveau quartier au lieu-dit les Joncasses sur une surface de 17 hectares et aussi planifié ainsi que l'établissement d'une zone d'activité au lieu-dit La Cannabe devant intégrer, entre autres, un hameau agricole.

### Voie de communication et transports
La route départementale D 5, qui traverse la commune du nord-est au sud-ouest, permet d'accéder à Montpellier, tandis que la route départementale D 114, qui la traverse du nord-ouest au sud-est, mène aux plages de Frontignan.
La commune de Cournonterral est desservie par les lignes de bus 34 et 38 de la TAM.

### Risques majeurs
Le territoire de la commune de Cournonterral est vulnérable à différents aléas naturels : météorologiques (tempête, orage, neige, grand froid, canicule ou sécheresse), inondations, feux de forêts et séisme (sismicité faible). Il est également exposé à un risque technologique,  le transport de matières dangereuses. Un site publié par le BRGM permet d'évaluer simplement et rapidement les risques d'un bien localisé soit par son adresse soit par le numéro de sa parcelle.

#### Risques naturels
La commune fait partie du territoire à risques importants d'inondation (TRI) de Montpellier-Lunel-Maugio-Palavas, regroupant 49 communes du bassin de vie de Montpellier et s'étendant sur les départements de  l'Hérault et du Gard, un des 31 TRI qui ont été arrêtés fin 2012 sur le bassin Rhône-Méditerranée, retenu au regard des risques de submersions marines et de débordements du Vistre, du Vidourle, du Lez et de la Mosson. Parmi les événements significatifs antérieurs à 2019 qui ont touché le territoire, peuvent être citées les crues de septembre 2002 et de septembre 2003 (Vidourle) et les tempêtes de novembre 1982 et décembre 1997 qui ont touché le littoral. Des cartes des surfaces inondables ont été établies pour trois scénarios : fréquent (crue de temps de retour de 10 ans à 30 ans), moyen (temps de retour de 100 ans à 300 ans) et extrême (temps de retour de l'ordre de 1 000 ans, qui met en défaut tout système de protection). La commune a été reconnue en état de catastrophe naturelle au titre des dommages causés par les inondations et coulées de boue survenues en 1982, 2003, 2011, 2012, 2014 et 2016,.
Cournonterral est exposée au risque de feu de forêt. Un plan départemental de protection des forêts contre les incendies (PDPFCI) a été approuvé en juin 2013 et court jusqu'en 2022, où il doit être renouvelé. Les mesures individuelles de prévention contre les incendies sont précisées par deux arrêtés préfectoraux et s’appliquent dans les zones exposées aux incendies de forêt et à moins de 200 mètres de celles-ci. L’arrêté du 25 avril 2002 réglemente l'emploi du feu en interdisant notamment d’apporter du feu, de fumer et de jeter des mégots de cigarette dans les espaces sensibles et sur les voies qui les traversent sous peine de sanctions. L'arrêté du 11 mars 2013 rend le débroussaillement obligatoire, incombant au propriétaire ou ayant droit,.

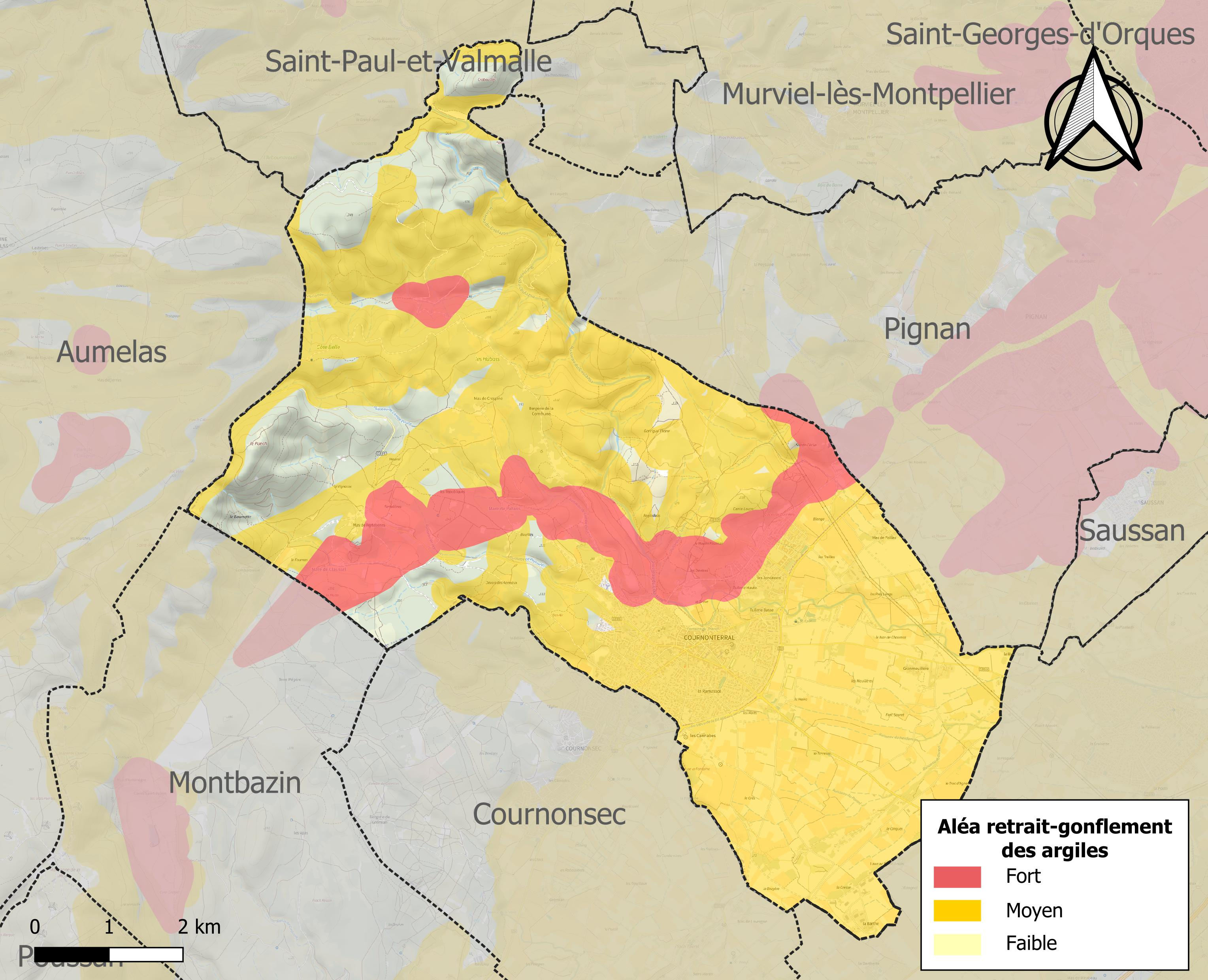
Carte des zones d'aléa retrait-gonflement des sols argileux de Cournonterral.

Le retrait-gonflement des sols argileux est susceptible d'engendrer des dommages importants aux bâtiments en cas d’alternance de périodes de sécheresse et de pluie. 85 % de la superficie communale est en aléa moyen ou fort (59,3 % au niveau départemental et 48,5 % au niveau national). Sur les 2 074 bâtiments dénombrés sur la commune en 2019, 2 046 sont en aléa moyen ou fort, soit 99 %, à comparer aux 85 % au niveau départemental et 54 % au niveau national. Une cartographie de l'exposition du territoire national au retrait gonflement des sols argileux est disponible sur le site du BRGM,.
Par ailleurs, afin de mieux appréhender le risque d’affaissement de terrain, l'inventaire national des cavités souterraines permet de localiser celles situées sur la commune.

#### Risques technologiques
Le risque de transport de matières dangereuses sur la commune est lié à sa traversée par des infrastructures routières ou ferroviaires importantes ou la présence d'une canalisation de transport d'hydrocarbures. Un accident se produisant sur de telles infrastructures est susceptible d’avoir des effets graves sur les biens, les personnes ou l'environnement, selon la nature du matériau transporté. Des dispositions d’urbanisme peuvent être préconisées en conséquence.

## Histoire

### Préhistoire et Antiquité
Cournonterral ainsi que les territoires de sa commune sont habités depuis des millénaires. Des hommes préhistoriques y ont laissé des traces de leur passage. Pour preuve un grand nombre de grottes, un tumulus, des poteries ainsi que du mobilier de l’époque néolithique ont été découverts. Plus tard ce sont les Romains qui laissèrent de leur passage des vestiges de villas et de multiples poteries[réf. nécessaire].

### Moyen Âge
Seigneurie
Première référence historique: Gaucelm seigneur de Cournon, en 1025, participe à l’élection de Judith abbesse à Saint-Géniez des Mourgues. Vers l'an 1062, Raymond fils de Bernard vicomte de Cournon rend hommage pour le castellum de Cournon à Frotaire/Frothaire II, évêque de Nîmes. Vers l'an 1077, Pierre-Rieulfe de Cournon est témoin au serment de fidélité rendu par Raymond de Saint-Gilles à Ermengarde vicomtesse de Nîmes et de Béziers. Le 3 décembre 1096, Othon de Cournon, sous la bannière de Raymond IV de Toulouse s'engage auprès de Guilhem V pour la première croisade,,,. En 1114, Guillaume, fils de Othon, cède une partie de la pinède et des étangs des Aresquiers au chapitre de Maguelonne afin de partir en pèlerinage à Jérusalem,,,. C’est en août 1181 qu'Othon dit « le grand » céda tous ses droits sur la « Marquerose » dans son testament. La « Marquerose » (fief de diverses communes comprenant Cournonterral) fut cédée, pour un temps, à un subordonné au roi de France : l’évêque de Maguelone.
Opposition aux seigneurs
Les Cournonterralais s’opposèrent aux seigneurs (aux XIIIe et XIVe siècles) sur des sujets tels que les impôts, le four, le consulat… C’est ainsi qu’en novembre 1238, les co-seigneurs se résignent à ne plus recevoir une contribution (dite du « Treizième ») jusque-là payée par tous les habitants hommes et femmes. Il s’agit de la première victoire officielle remportée par les bourgeois de Cournonterral sur leurs seigneurs.
C’est en 1299 que cette lutte entre villageois et seigneurs, revint au-devant des affaires publiques pour des histoires de four à pain. Ne souhaitant désormais plus cuire leur pain dans les fours seigneuriaux, les habitants décidèrent de construire leur propre four ouvert à tous. De cet acte osé pour l’époque, s’ensuivit la colère des seigneurs, qui poussèrent le juge et le Bayle du village à décider de sa destruction. C’est alors qu’une requête est adressée puis retirée à l'évêque de Maguelone et au sénéchal de Beaucaire par le ministère des syndics de la communauté de Cournonterral. Au terme de la procédure, le recteur de Montpellier prescrivit la reconstruction du four local. Cette seconde victoire sur la seigneurie marque dans les esprits le début de l’indépendance de la population, qui n’aura dès lors de cesse de s’affirmer de plus en plus : agrandissement de l’église, droit de lignerage, de dépaissance, etc. Les consuls sont peu à peu sollicités en tant que représentants légaux et officiels, pour faciliter les négociations.
Ville franche
En 1344, Philippe VI de Valois, roi de France à ce moment-là, accorde aux Cournonterralais le droit de consulat au prix de 500 livres tournois et un cens annuel de sous tournois. Malgré les six conseillers et les trois consuls nommés pour un an, les seigneurs résistent et s’opposent au consulat. Les habitants dès l'âge de 14 ans sont alors appelés à se prononcer sur sa création : 175 personnes sur les 234 présentes se prononcent POUR[réf. nécessaire]. C’est d’ailleurs à cette occasion que pour la première fois, on a idée de la composition du village. La victoire est populaire. À présent, il faut payer : durant 4 ans, la communauté décide de s’imposer au onzième des récoltes. Malgré l’acharnement de la communauté à vouloir se gouverner soi-même, les seigneurs n’acceptent toujours pas de reconnaître le consulat. Et ce jusqu’au 24 juin 1353, date à laquelle cette reconnaissance est officiellement acceptée, après il faut avouer bon nombre d’appels et d’argent dépensé. Cournonterral est alors ville affranchie.
En 1346, une bataille rangée opposant les habitants d’Aumelas à ceux de Cournonterral au sujet d'une rivalité concernant la coupe de bois dans les bois de chêne vert environnants, est à l’origine de Fête des pailhasses (tradition carnavalesque typique du village). L'épouvantail humain inventé par le Bayle Pailhas à la demande du seigneur Guillaume de Cournon donna la victoire aux gens de Cournonterral.
Couronne de France
En 1365 et 1373, Charles V accordent des Lettres de sauvegarde aux Cournonterralais. Il les prend « en sa spéciale protection et sauvegarde » et leur permet d'apposer « les armes du Roy, fleurs de lis et panonceaux royaux dans les lieux et endroits où ils seront troublés ».
En 1395, le village est annexé à la couronne de France.

### Temps modernes
La Réforme (1560-1598), qui va entraîner les luttes de religion, fait son entrée officielle au village en 1561.
En 1609, Cournonterral devient vassale des évêques de Montpellier.
Au XVIIIe siècle, les habitants combattent avec succès de 1772 à 1793 pour sauver leur patrimoine collectif de l'avidité d'un notable.

### Révolution française
Lors de la Révolution française, les citoyens de la commune se réunissent au sein de la société révolutionnaire, baptisée « société populaire républicaine », fin 1791.

### XIXesiècle
Au XIXe siècle, ils mèneront une véritable offensive pour défendre la viticulture.
Cournonterral a longtemps été le pôle attractif commercial des communes du sud-ouest de Montpellier grâce à l'organisation de foires importantes sur sa grande esplanade. Ce village, très attaché à ses traditions a su rester très dynamique.

## Politique et administration

### Liste des maires
| Période      | Période      | Identité          | Étiquette | Qualité                                                                        |
| ------------ | ------------ | ----------------- | --------- | ------------------------------------------------------------------------------ |
| 1947         | 1949         | Aimé Demar        |           |                                                                                |
| 1949         | 1965         | Marcel Raux       |           |                                                                                |
| 1965         | 1971         | Pierre-Jean Viala |           |                                                                                |
| 1971         | mars 1983    | Maurice Robert    |           |                                                                                |
| mars 1983    | mars 1991    | Guy Régis         | PS        |                                                                                |
| mars 1991    | mars 2001    | Jean Réginard     | DVD       |                                                                                |
| mars 2001    | juillet 2020 | Thierry Breysse   | PS        | Médecin 17e vice-président de Montpellier Méditerranée Métropole (2017 → 2020) |
| juillet 2020 | En cours     | William Ars       | SE        | Directeur des formations au CNFPT                                              |

### Jumelages
| Ville | Ville | Pays | Pays    |
| ----- | ----- | ---- | ------- |
|       | Bot   |      | Espagne |

## Population et Société

### Démographie
| 1793  | 1800  | 1806  | 1821  | 1831  | 1836  | 1841  | 1846  | 1851  |
| ----- | ----- | ----- | ----- | ----- | ----- | ----- | ----- | ----- |
| 1 107 | 1 364 | 1 386 | 1 487 | 1 603 | 1 647 | 1 630 | 1 744 | 1 756 |

| 1856  | 1861  | 1866  | 1872  | 1876  | 1881  | 1886  | 1891  | 1896  |
| ----- | ----- | ----- | ----- | ----- | ----- | ----- | ----- | ----- |
| 1 763 | 1 739 | 2 102 | 2 052 | 2 061 | 1 731 | 1 809 | 1 990 | 2 112 |

| 1901  | 1906  | 1911  | 1921  | 1926  | 1931  | 1936  | 1946  | 1954  |
| ----- | ----- | ----- | ----- | ----- | ----- | ----- | ----- | ----- |
| 2 354 | 2 100 | 1 980 | 2 071 | 2 030 | 1 922 | 1 705 | 1 538 | 1 662 |

| 1962  | 1968  | 1975  | 1982  | 1990  | 1999  | 2006  | 2008  | 2013  |
| ----- | ----- | ----- | ----- | ----- | ----- | ----- | ----- | ----- |
| 1 887 | 2 088 | 2 460 | 3 062 | 4 095 | 5 069 | 5 507 | 5 664 | 5 826 |

| 2018  | 2022  | - | - | - | - | - | - | - |
| ----- | ----- | - | - | - | - | - | - | - |
| 6 270 | 7 019 | - | - | - | - | - | - | - |

En 2022, la commune comptait 7019 habitants, en évolution de +11,95% par rapport à 2018. 

### Équipements
La commune accueille des commerces de proximité, un magasin d'alimentation, une crèche et une ludothèque, une médiathèque et une piscine intercommunale ainsi qu'une antenne du conservatoire de musique de Montpellier[réf. nécessaire].

### Enseignement
Cournonterral dispose d'une école maternelle et de deux écoles élémentaires, l'une publique et l'autre privée.

### Santé
Un total de six médecins généralistes, quatre dentistes, un psychologue, un épithésiste, deux pharmacies, huit kinésithérapeutes et un laboratoire d'analyse médicale sont présents à Cournonterral[réf. nécessaire]. Les hôpitaux les plus proches sont à Montpellier.

### Cultes
La ville compte une église catholique (église Saint-Pierre), une chapelle (chapelle des Pénitents Blancs), un temple protestant ainsi qu'une salle affectée au culte musulman.

### Manifestations culturelles et festivités

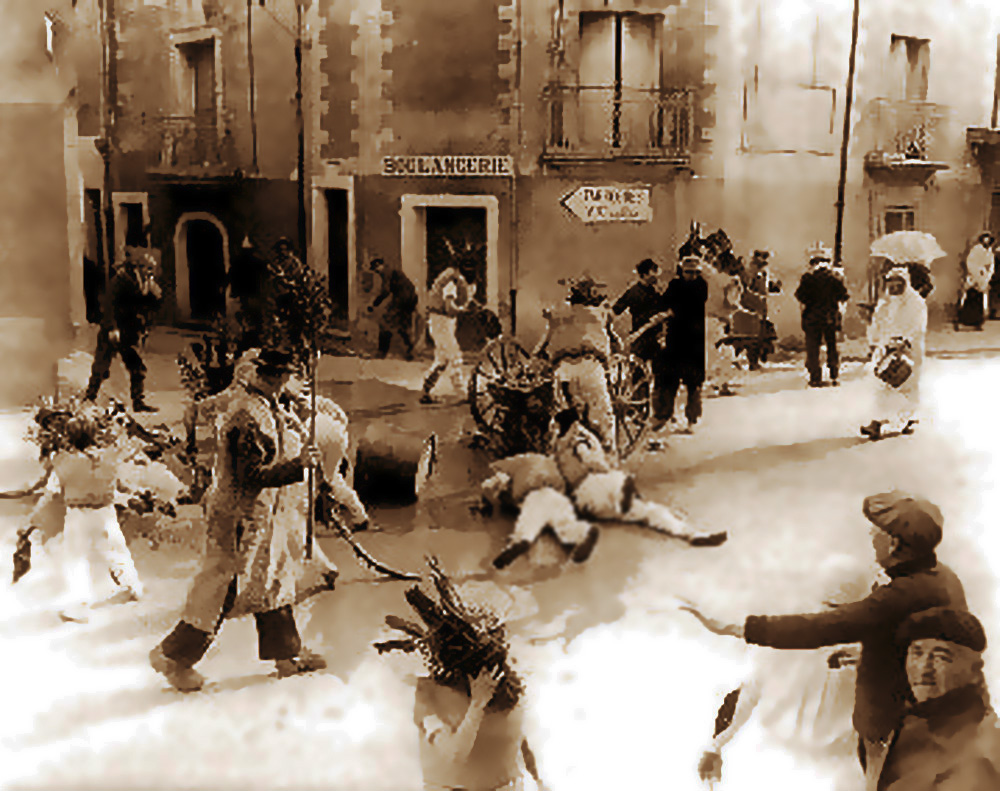
Les pailhasses

La fête votive de Cournonterral a lieu le premier week-end du mois d'août. La ville organise aussi un festival international de musique chaque week-end de Pâques et des masters de balle au tambourin en été. Cournonterral participe également au festival « Total Festum » organisé par la région Languedoc-Roussillon au mois de juin.
Néanmoins, la ville est surtout connue pour son carnaval atypique des Pailhasses qui a lieu chaque mercredi des Cendres, en plus du traditionnel Corso.

### Sports
Le Tambourin club Cournonterralais défend les couleurs de Cournonterral en Championnat de France de balle au tambourin.
Le Red Star Olympique Cournonterral, fondé en 1938, représente le village lors de compétitions départementales.

## Économie

### Revenus
En 2018, la commune compte 2 620 ménages fiscaux, regroupant 6 592 personnes. La médiane du revenu disponible par unité de consommation est de 21 650 € (20 330 € dans le département). 49 % des ménages fiscaux sont imposés (45,8 % dans le département).

### Emploi
|                | 2008   | 2013   | 2018  |
| -------------- | ------ | ------ | ----- |
| Commune        | 7,1 %  | 10 %   | 9,7 % |
| Département    | 10,1 % | 11,9 % | 12 %  |
| France entière | 8,3 %  | 10 %   | 10 %  |

En 2018, la population âgée de 15 à 64 ans s'élève à 4 000 personnes, parmi lesquelles on compte 75,5 % d'actifs (65,8 % ayant un emploi et 9,7 % de chômeurs) et 24,5 % d'inactifs,. Depuis 2008, le taux de chômage communal (au sens du recensement) des 15-64 ans est inférieur à celui de la France et du département.
La commune fait partie de la couronne de l'aire d'attraction de Montpellier, du fait qu'au moins 15 % des actifs travaillent dans le pôle,. Elle compte 840 emplois en 2018, contre 910 en 2013 et 833 en 2008. Le nombre d'actifs ayant un emploi résidant dans la commune est de 2 666, soit un indicateur de concentration d'emploi de 31,5 % et un taux d'activité parmi les 15 ans ou plus de 60,2 %.
Sur ces 2 666 actifs de 15 ans ou plus ayant un emploi, 419 travaillent dans la commune, soit 16 % des habitants. Pour se rendre au travail, 87,9 % des habitants utilisent un véhicule personnel ou de fonction à quatre roues, 3,6 % les transports en commun, 5,7 % s'y rendent en deux-roues, à vélo ou à pied et 2,8 % n'ont pas besoin de transport (travail au domicile).

### Activités hors agriculture

#### Secteurs d'activités
546 établissements sont implantés  à Cournonterral au 31 décembre 2019. Le tableau ci-dessous en détaille le nombre par secteur d'activité et compare les ratios avec ceux du département,.
| Secteur d'activité                                                                                        | Commune | Commune | Département |
| Secteur d'activité                                                                                        | Nombre  | %       | %           |
| --- | ------- | ------- | ----------- |
| Ensemble                                                                                                  | 546     | 100 %   | (100 %)     |
| Industrie manufacturière, industries extractives et autres                                                | 32      | 5,9 %   | (6,7 %)     |
| Construction                                                                                              | 123     | 22,5 %  | (14,1 %)    |
| Commerce de gros et de détail, transports, hébergement et restauration                                    | 127     | 23,3 %  | (28 %)      |
| Information et communication                                                                              | 14      | 2,6 %   | (3,3 %)     |
| Activités financières et d'assurance                                                                      | 8       | 1,5 %   | (3,2 %)     |
| Activités immobilières                                                                                    | 24      | 4,4 %   | (5,3 %)     |
| Activités spécialisées, scientifiques et techniques et activités de services administratifs et de soutien | 84      | 15,4 %  | (17,1 %)    |
| Administration publique, enseignement, santé humaine et action sociale                                    | 85      | 15,6 %  | (14,2 %)    |
| Autres activités de services                                                                              | 49      | 9 %     | (8,1 %)     |

Le secteur du commerce de gros et de détail, des transports, de l'hébergement et de la restauration est prépondérant sur la commune puisqu'il représente 23,3 % du nombre total d'établissements de la commune (127 sur les 546 entreprises implantées  à Cournonterral), contre 28 % au niveau départemental.

#### Entreprises et commerces
Les cinq entreprises ayant leur siège social sur le territoire communal qui génèrent le plus de chiffre d'affaires en 2020 sont : 
- Distri Cournonterral, supermarchés (4 445 k€) ;
- Cervent, activités des marchands de biens immobiliers (2 100 k€) ;
- Comptoir Des Materiaux, commerce de gros (commerce interentreprises) de bois et de matériaux de construction (1 710 k€) ;
- Gelly Constructions Transactions, activités des marchands de biens immobiliers (687 k€) ;
- Ags Habitat, travaux de couverture par éléments (614 k€).

### Revenus de la population et fiscalité
En 2011, le revenu net moyen par foyer fiscal à Cournonterral était de 22 168 €. En 2012, le taux d'imposition de la taxe d'habitation était de 20,72 % ; la dette de la commune s'élevait à hauteur de 881 € par habitant.

### Agriculture
La commune est dans les Garrigues, une petite région agricole occupant une partie du centre et du nord-est du département de l'Hérault. En 2020, l'orientation technico-économique de l'agriculture  sur la commune est la viticulture.
|               | 1988  | 2000 | 2010 | 2020 |
| ------------- | ----- | ---- | ---- | ---- |
| Exploitations | 104   | 77   | 38   | 30   |
| SAU (ha)      | 1 072 | 802  | 940  | 796  |

Le nombre d'exploitations agricoles en activité et ayant leur siège dans la commune est passé de 104 lors du recensement agricole de 1988  à 77 en 2000 puis à 38 en 2010 et enfin à 30 en 2020, soit une baisse de 71 % en 32 ans. Le même mouvement est observé à l'échelle du département qui a perdu pendant cette période 67 % de ses exploitations,. La surface agricole utilisée sur la commune a également diminué, passant de 1072 ha en 1988 à 796 ha en 2020. Parallèlement la surface agricole utilisée moyenne par exploitation a augmenté, passant de 10 à 27 ha.

## Culture locale et patrimoines

### Héraldique
| Blason de Cournonterral | Les armes de Cournonterral se blasonnent : « D'azur au chef losangé de sinople et d'argent ». |

### Lieux et monuments
- La place de l'Église : occupée autrefois par un îlot de maisons situé à l'intérieur du château féodal, elle fut ouverte au XIXe siècle. La colonne de la Vierge fut bénie en 1870 et les arbres plantés en 1876 ;
- L'hôtel de ville : les travaux ont débuté en 1870 par la construction de la halle pour s'achever en 1891 par la construction du fronton avec horloge et aménagement des dépendances de la mairie ;
- Église Saint-Pierre de Cournonterral.
- Chapelle des Pénitents blancs de Cournonterral. Elle fut bâtie au XVIIIe siècle mais cette confrérie existait à Cournonterral depuis 1600. Des pénitents reposent encore dans sa crypte. En 1943, la chapelle fut cédée à l'association diocésaine de Montpellier ;
- Le temple protestant de Cournonterral : il fut construit entre 1818 et 1820. Le clocheton de l'horloge qui surmonte le clocher est celui de l'ancienne tour de l'Horloge récupéré et réinstallé ;
- Le parc : situé entre le torrent du Coulazou et les remparts. Il s'agissait d'une ancienne terre seigneuriale. Les officiers du seigneur y lisaient les proclamations de leurs maîtres ;
- Les remparts : l'enceinte des remparts de 1344, réparée et fortifiée en 1393 avait 6 tours et 2 tourelles. Au XVIIe siècle, l'ouverture d'une porte provoqua l'effondrement du rempart au nord et à l'est. Le Trou des remparts fut percé en 1656 pour que les habitants puissent amener les troupeaux et aller prendre librement de l'eau à la fontaine du Théron. Le nom de cette fontaine est en réalité un pléonasme car Théron est la forme francisée du mot occitan teron, qui signifie fontaine ;
- Le château Mallet date du XVIIIe siècle ;
- Le pont de l'Intérêt local est construit dans les années 1870 ;
- La tour Sarrasine : la construction de ce dernier vestige du château féodal, débuta au XIe siècle pour ne s'achever qu'au XIIIe ;
- Le Théron : il coulait, avant l'affaissement du rempart, sous la voûte de la tour du Théron située au sud-est du parc et arrosait le parc, terre seigneuriale ;
- L'Esplanade : il s'agit d'un ancien champ de foire. Il abrite aujourd'hui les bâtiments de l'école primaire publique datant des années 1880 ;
- La mare du Ramassol : elle fut créée au XIVe siècle pour recueillir les eaux pluviales. Elle devint par la suite un abreuvoir public pour les troupeaux de moutons et les chevaux.

Galerie
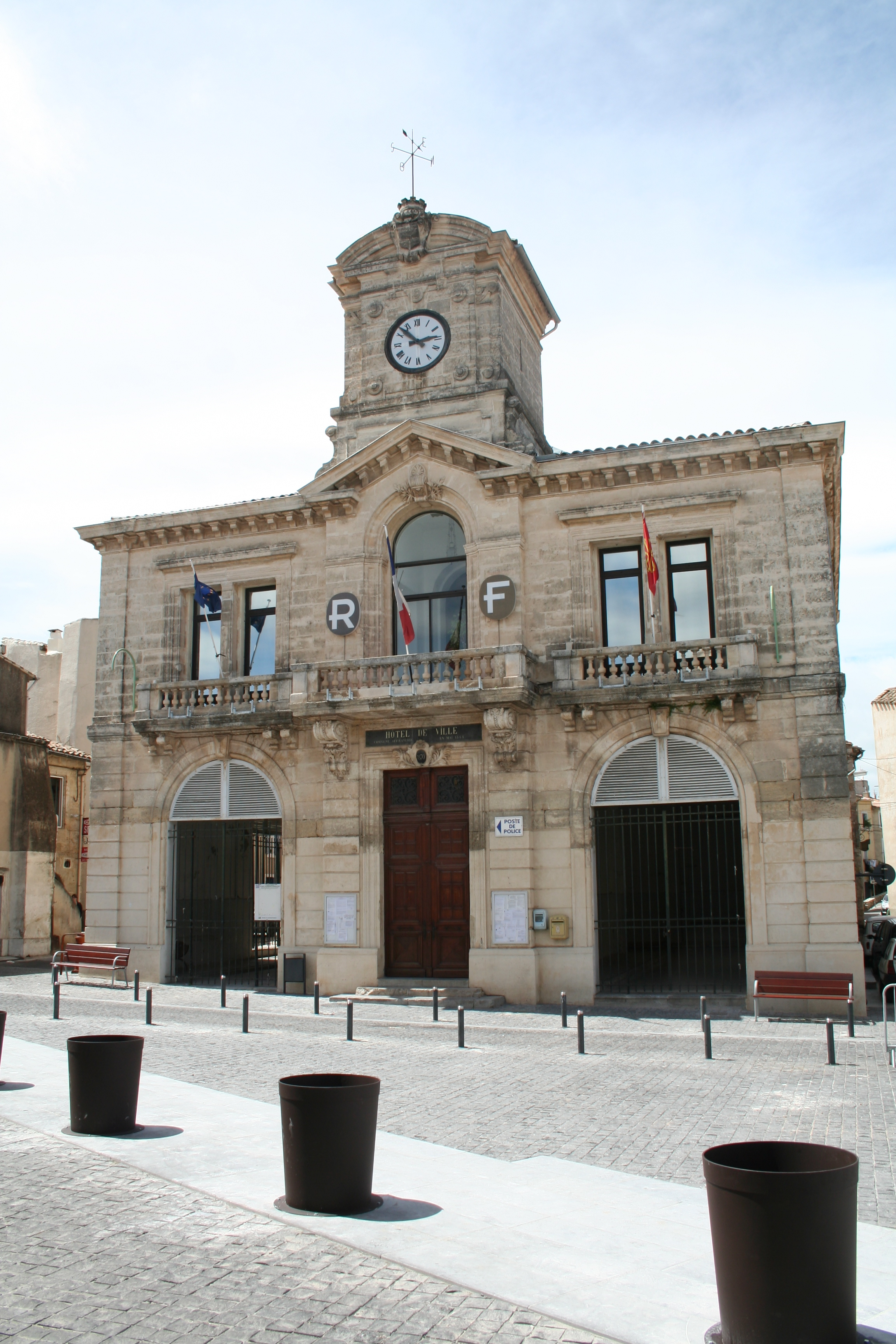
Hôtel de ville de Cournonterral.
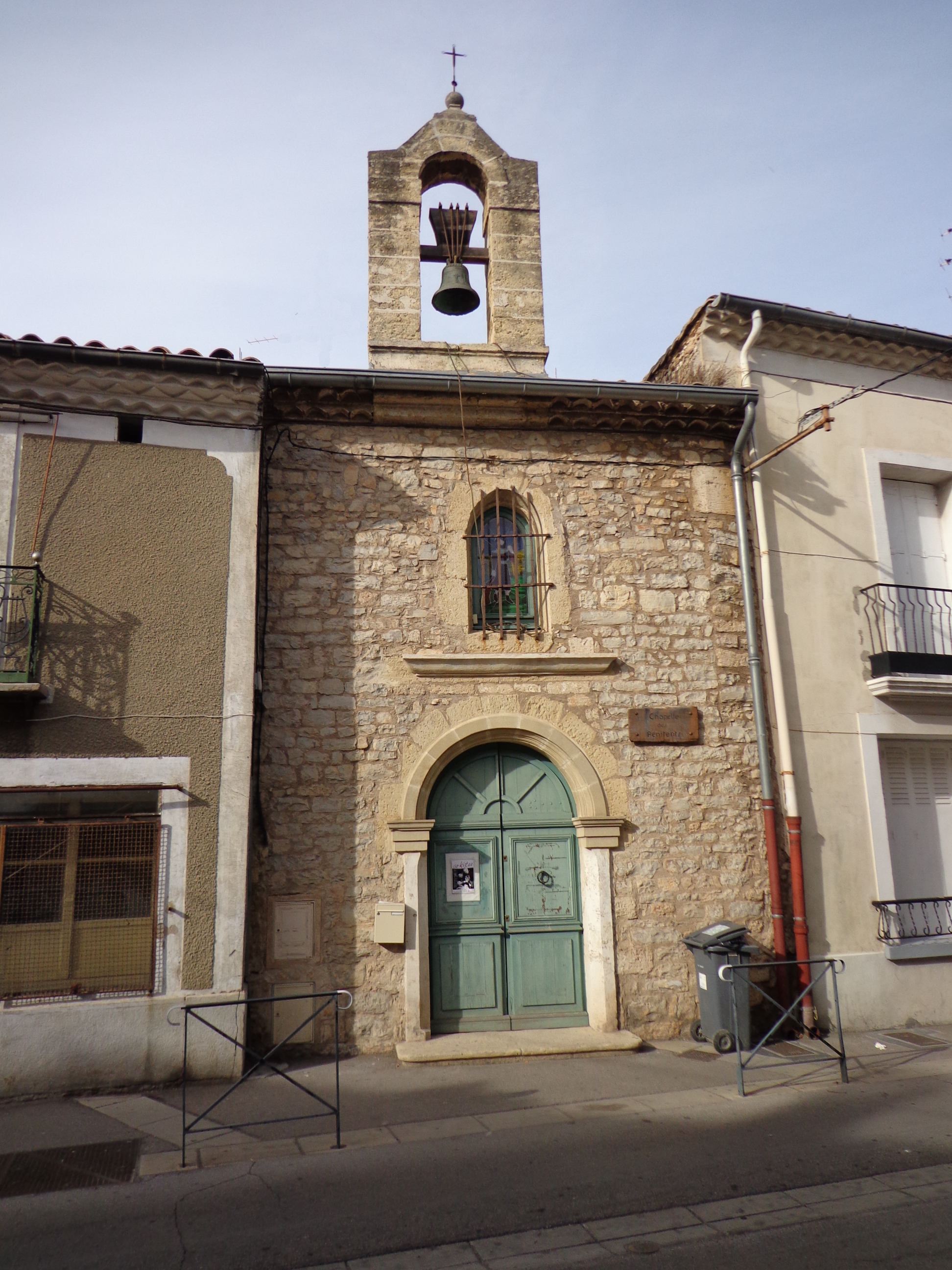
La chapelle des pénitents.
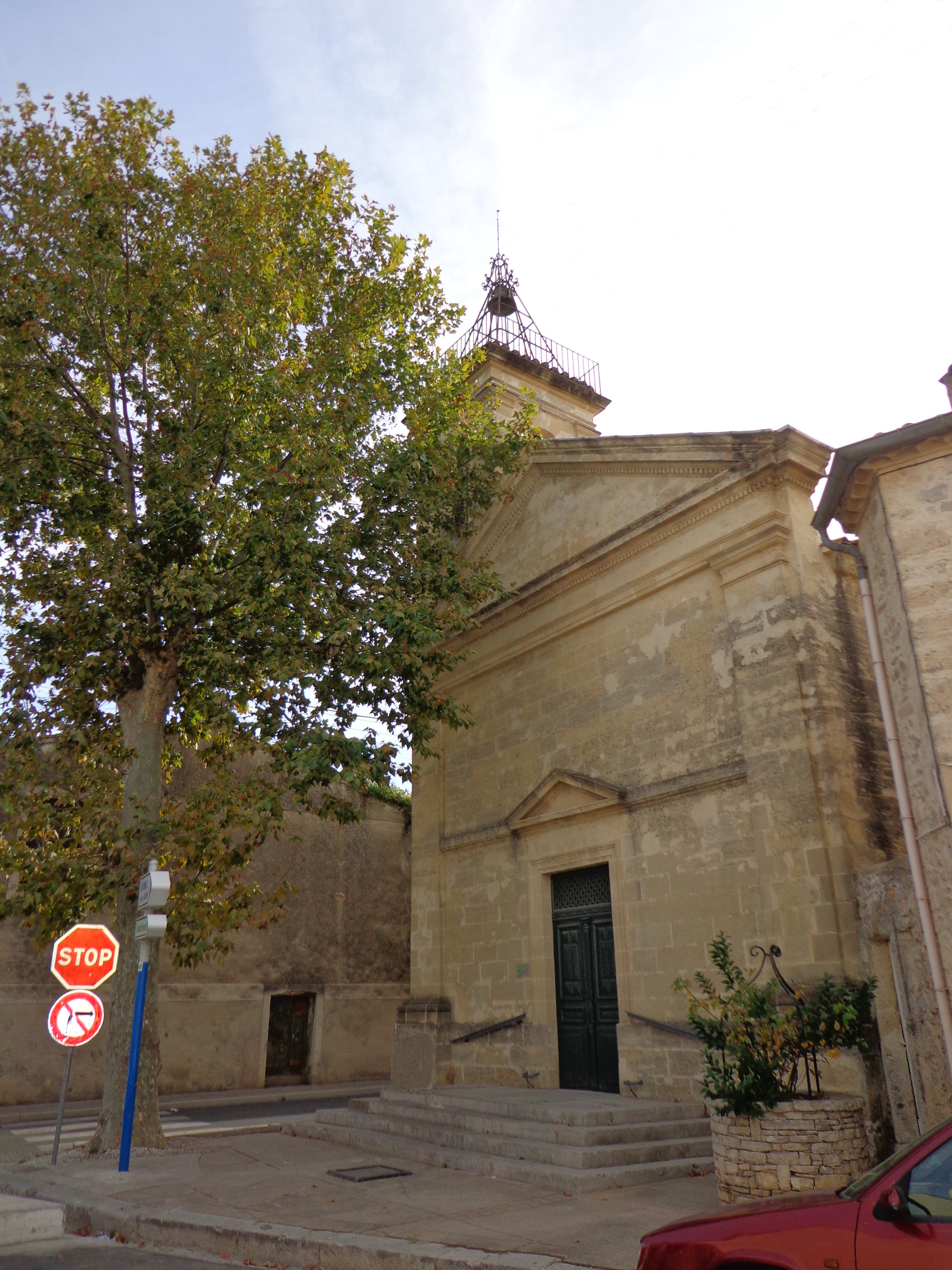
Le temple protestant.
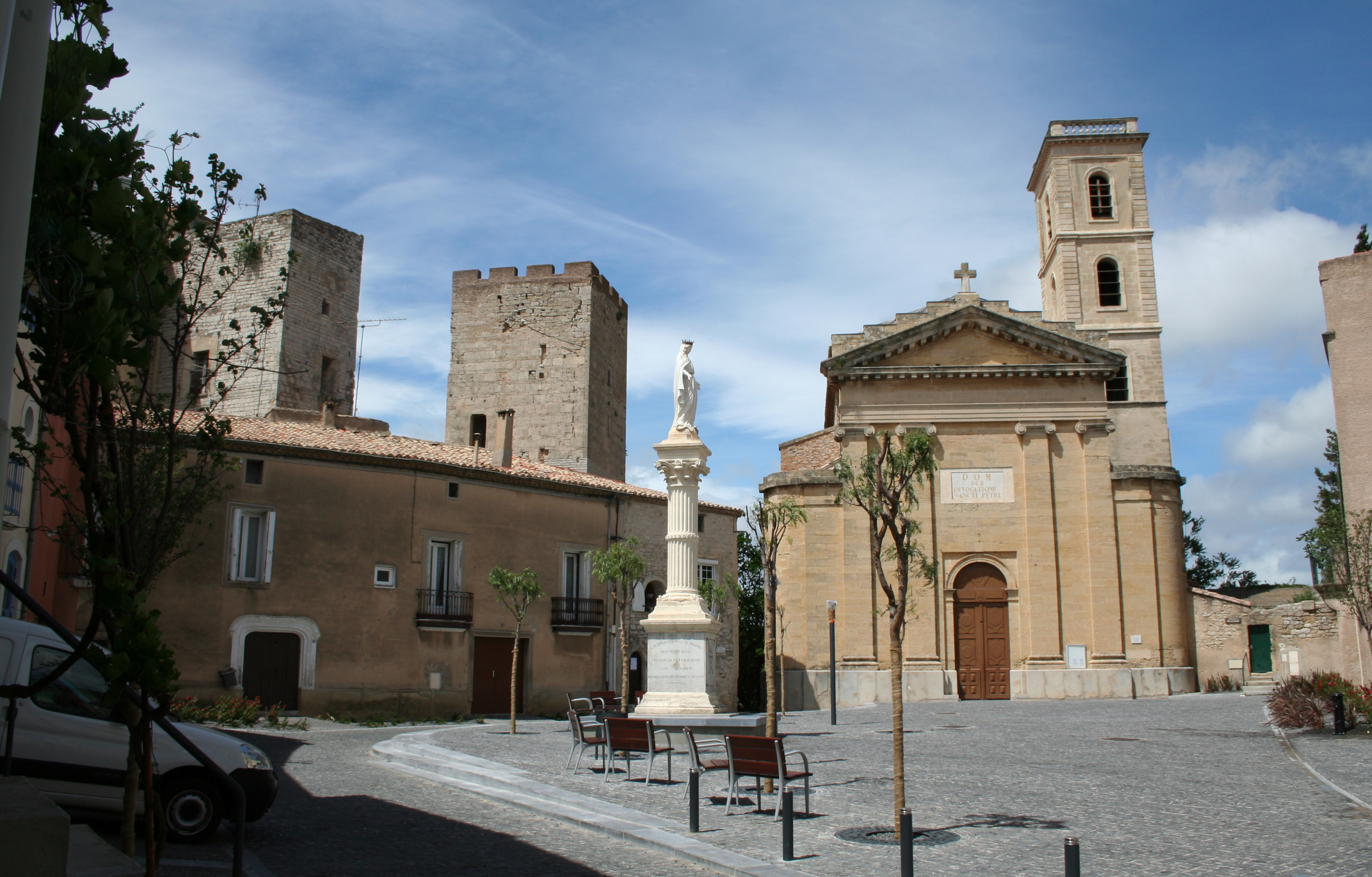
Église Saint-Pierre ou Sainte-Croix.
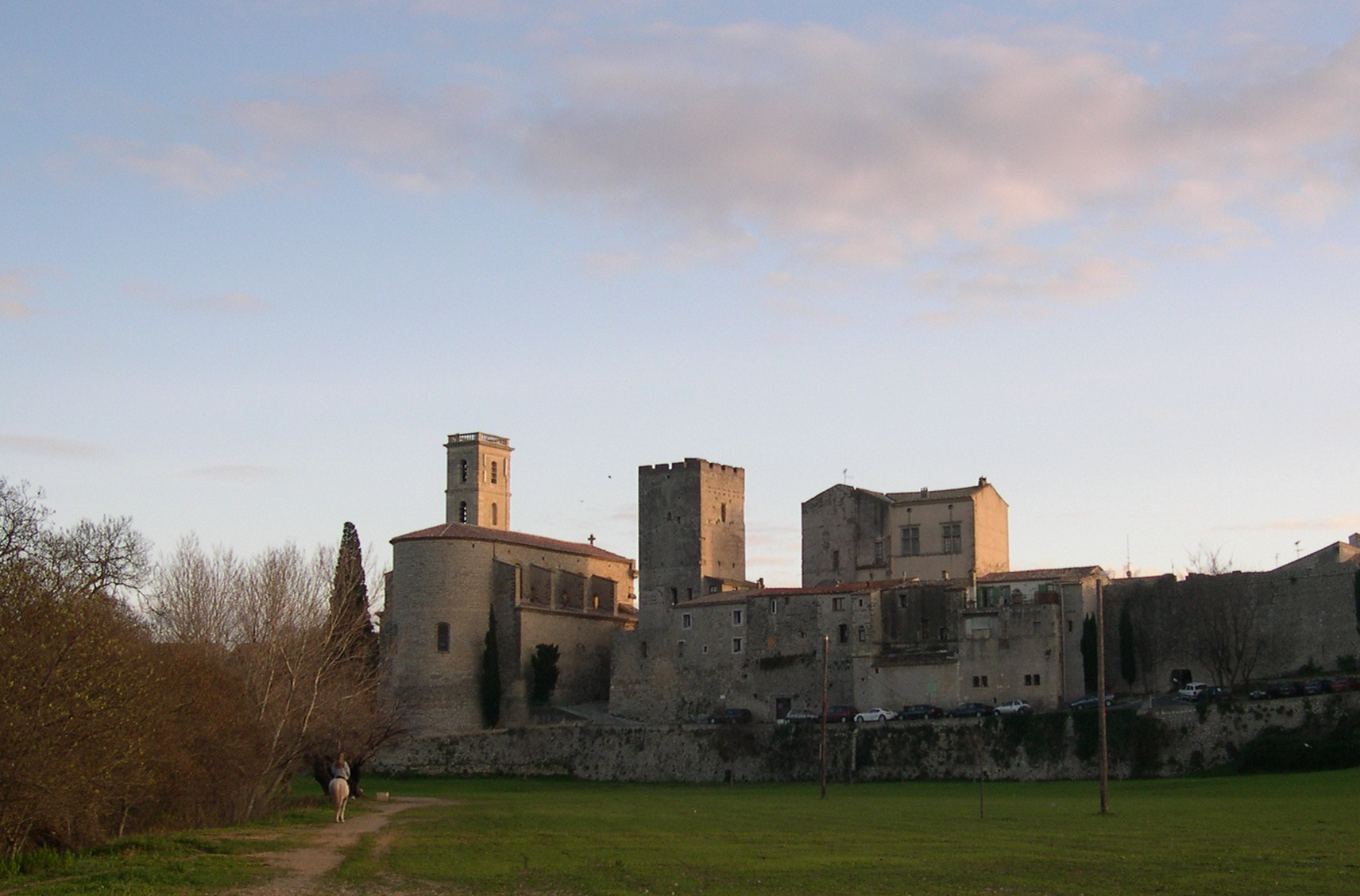
Église Saint-Pierre et les remparts.
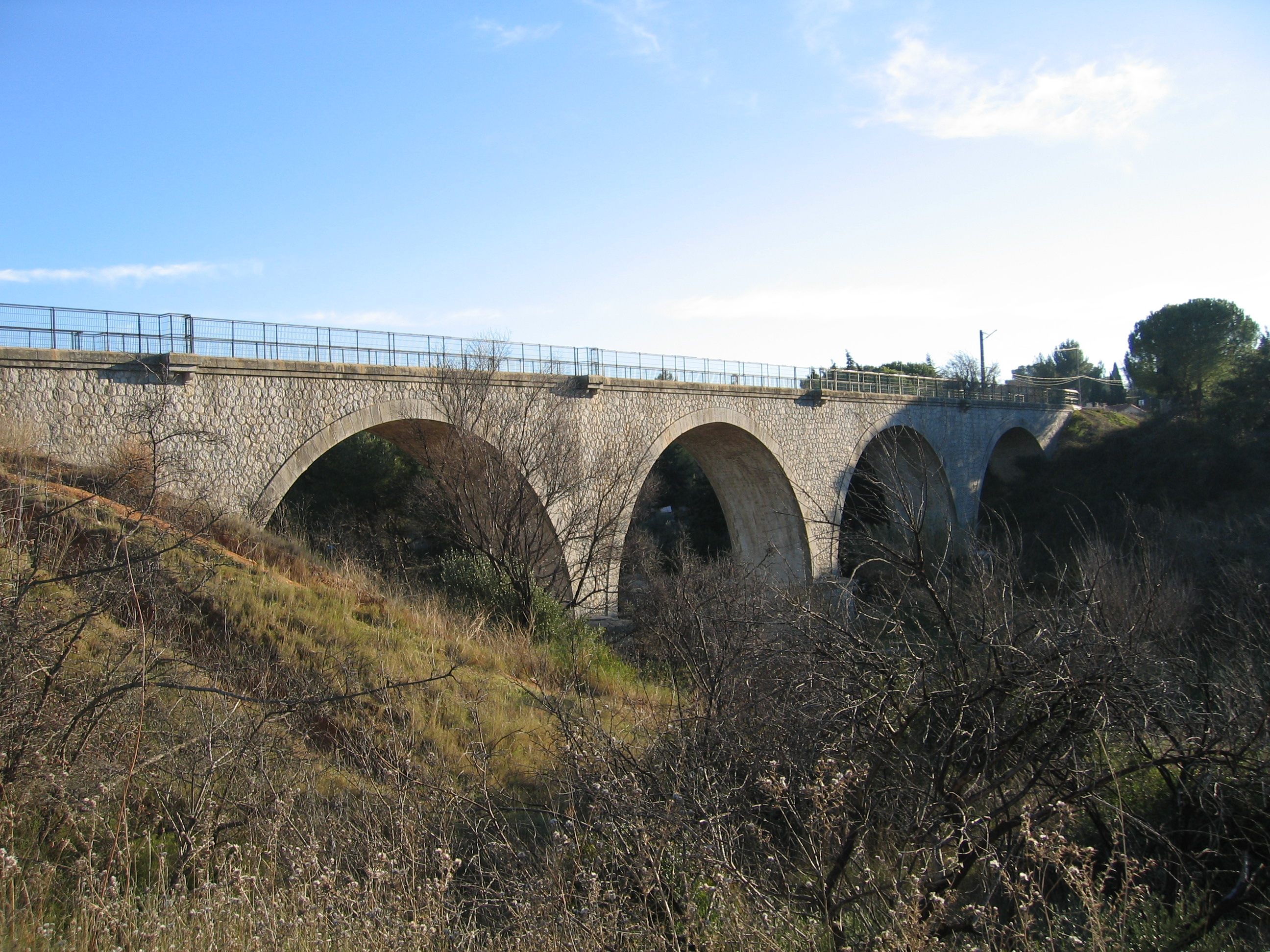
L'ancien pont du chemins de fer de l'Hérault et viaduc du Coulazou.
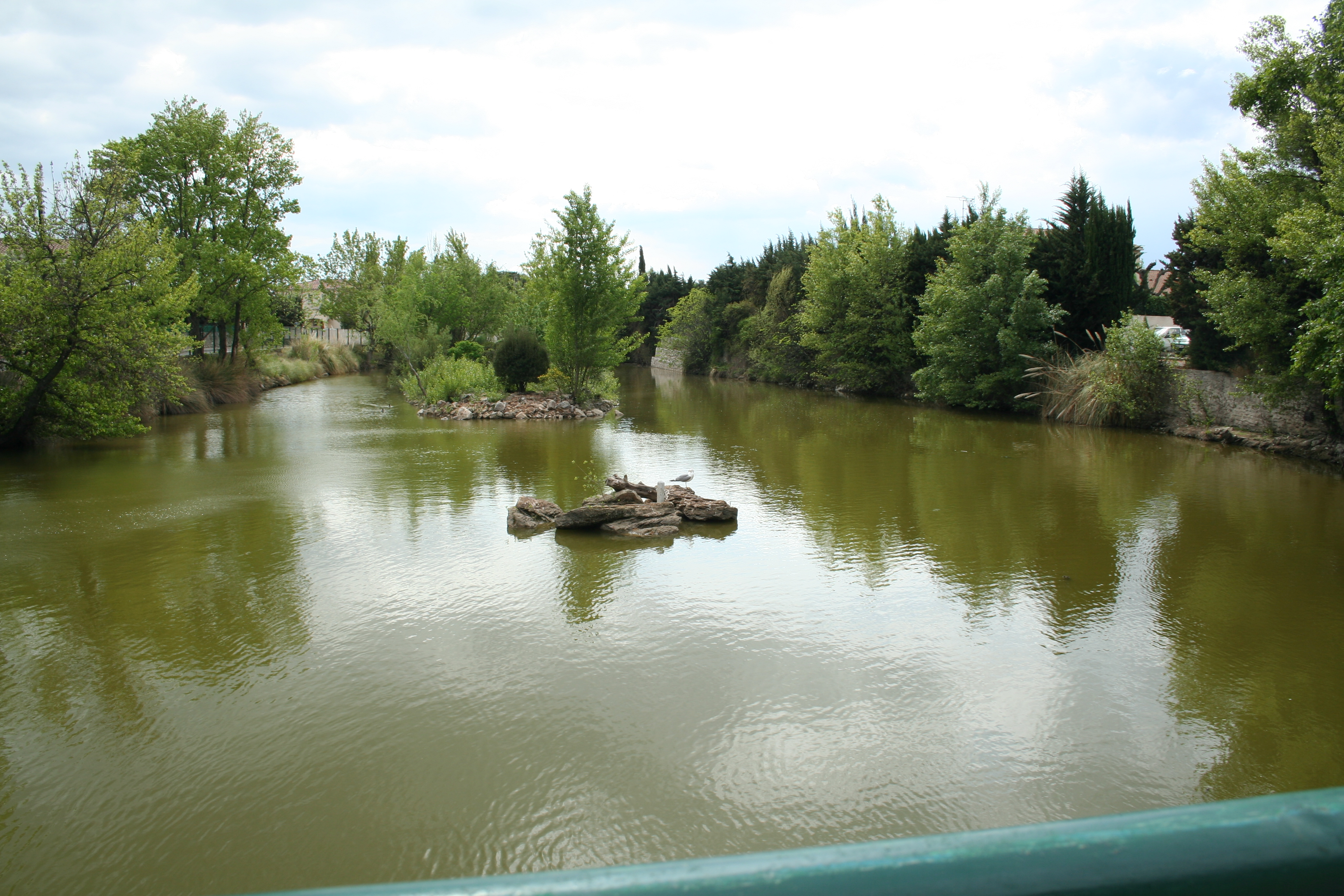
La mare du Ramassol.

### Personnalités liées à la commune
- Jean-Baptiste Fabre, né à Sommières (1727) et décédé à Celleneuve (1783), abbé de Cournonterral de 1773 à 1780, où il imagine Lou siège de Cadaroussa[60] ;
- Jean-Baptiste Ricome, né à Cournonterral (2 septembre 1789-4 mai 1865), soldat napoléonien auteur de ses souvenirs de guerre dans un ouvrage intitulé Journal d'un grognard de l'Empire[61],[62] ;
- Ulysse Coste, né à Cournonterral (1845-?), médecin et savant, bibliothécaire-adjoint de la Faculté de médecine de Montpellier, directeur de la gazette hebdomadaire des sciences médicales de Montpellier, a publié des études de médecine (étude clinique sur le cancer de l'œil ; Statistique et topographie médicales des campagnes…) ainsi que des études sur les maladies de la vigne (Phytotomie pathologique. Étude anatomique de la lésion produite par le phylloxera sur les racines de la vigne ; Viticulture. Caractères distinctifs des altérations des tissus de la vigne se rapportant au phylloxera…)[63] ;
- Émile Blavet, alias « Parisis » ou « Monsieur de l'Orchestre » ou encore « Paul André », né à Cournonterral et décédé à Paris (1838-1924). Journaliste, il écrivit également de nombreuses pièces de théâtre[64] ;
- Pompilius Bastide dit « de l'Oulieu », né et décédé à Cournonterral (1845-1932). Il fut maire de novembre 1885 à mai 1888 et de mai 1904 à mai 1908. Il écrivit de nombreux poèmes et pièces de théâtre en langue d'oc. Membre du mouvement des félibres Lo Cat Nègre à Cournonterral. Également agriculteur, il fonde, avec François Astier, le premier syndicat des viticulteurs de Cournonterral en 1890 ;
- Pierre Viala (1859-1936), ancien député français, spécialiste des maladies de la vignes, inhumé au cimetière de Cournonterral ;
- Paul Redonnel, né à Cournonterral (21 janvier 1860) et décédé à Paris (20 février 1935). Écrivain et cofondateur du journal La Plume[65] ;
- Xavier Melet, né à Cournonterral en 1862, journaliste au Temps, consul de France à Manchester, époux de Jeanne Lanvin, fondatrice de la célèbre Maison de couture ;
- Georges Bastide (1901-1969), philosophe français, doyen de la Faculté de Lettres et de Sciences humaines de Toulouse, inhumé au cimetière de Cournonterral ;
- Robert Lassalvy (1932-2001), dessinateur de presse et de bandes dessinées, né à Cournonterral, où il est inhumé ;
- Christian Dedet (1936-), écrivain et médecin français, auteur de La Mémoire du fleuve, a vécu au château de Cournonterral ;
- Henri Augé (1941-), footballeur français né à Cournonterral ;
- Jean-Pierre Dedet (1941-), Médecin et microbiologiste, Vice-doyen de la Faculté de Médecine de Montpellier ;
- Mireille Audibert (1944-1993), actrice française, et son mari Jacques Bonnecarrère (1928-2008), cofondateur de l'émission télévisée Automoto, inhumés au cimetière de Cournonterral ;
- Charles Camberoque (1950-), photographe, auteur des Paillasses, Lagrasse, Verdier, coll., 1985  (ISBN 2-8643-2041-X) ;
- Cédric Cambon (1986-), footballeur professionnel originaire de Cournonterral.

## Œuvres artistiques et événements
- La tour sarrasine comme décors pour la série Draculi & Gandolfi de Guillaume Sanjorge[66]'.